# Fu'an
Fu'an (福安 ; pinyin : Fú'ān) est une ville de la province du Fujian en Chine. C'est une ville-district placée sous la juridiction de la ville-préfecture de Ningde.

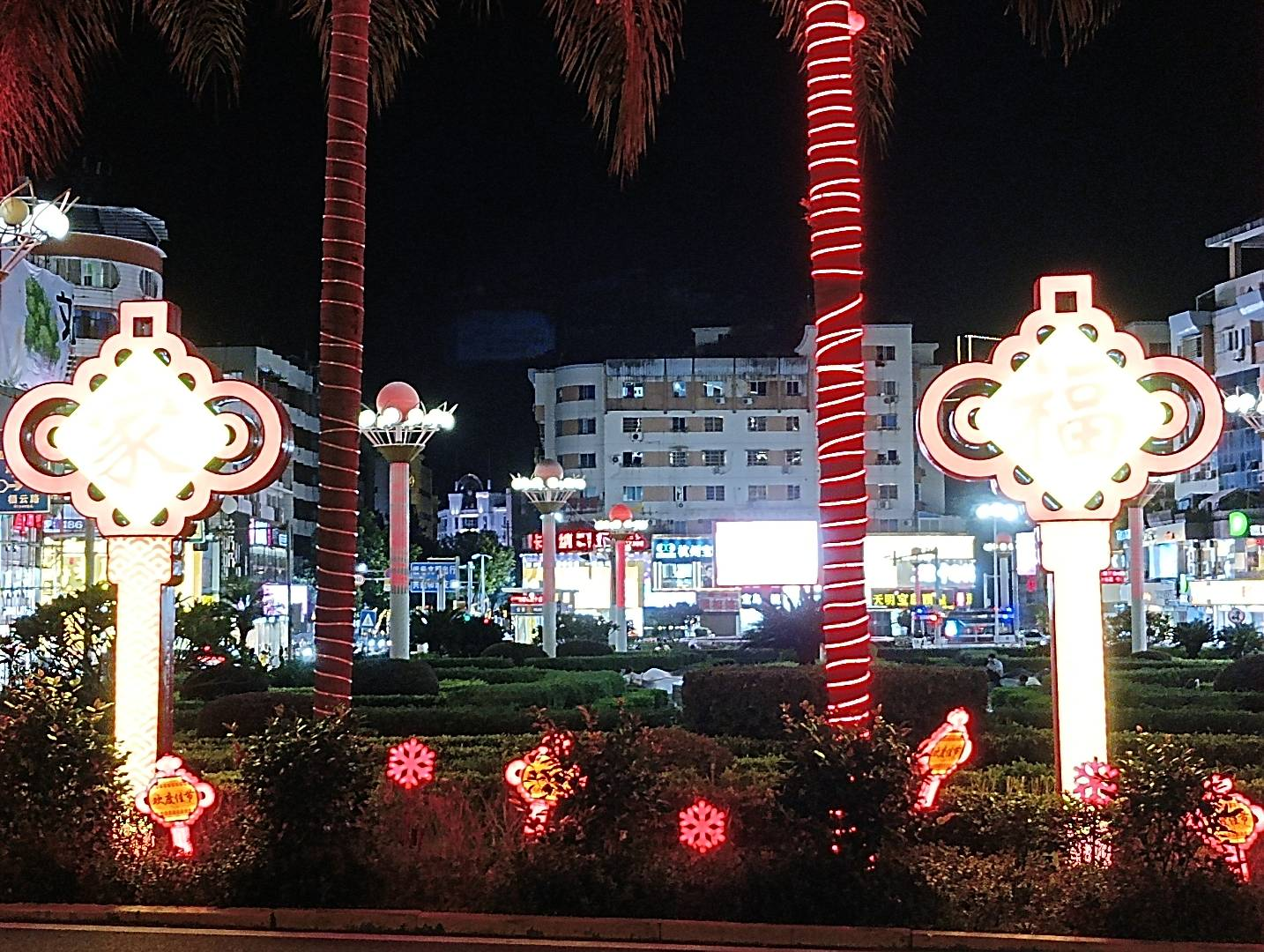
Place municipale de Fu'an

## Démographie
La population du district était de 596 577 habitants en 1999, et celle de la ville de Fu'an de 100 793 habitants.

## Faits de société
Selon la Laogai Research Foundation, deux fermes utilisées comme laogai (« camps de rééducation par le travail ») y seraient implantées.